# Artabanos IV.
Artabanos IV. (parthsky Ardaván) byl parthský velkokrál z rodu Arsakovců panující v letech 213–224. Jeho otcem byl král Vologaisés V. (zemř. 207/208), starším bratrem král Vologaisés VI. (207/208–227/228). V literatuře je Artabanos někdy označován jako Artabanos V., protože část badatelů počítá za Artabana I. krále Arsaka II.

## Boj o moc
Artabanos IV. je v pramenech podchytitelný až od let 212/213, kdy se vzbouřil proti svému bratru Vologaisovi VI. s úmyslem uchvátit moc v říši. Podrobnosti o pozadí a průběhu revolty nejsou známy, jen výsledek – kolem roku 216 kontroloval Artabanos naprostou většinu parthských držav a Vologaisovi zůstala věrná pouze část Mezopotámie s městem Ktésifóntem.

## Vláda
Záhy po nástupu na trůn musel nový král řešit první z vážných problémů své vlády, totiž válku s Římany. Vyvolal ji císař Caracalla, který chtěl na východě získat pověst úspěšného vojevůdce, a podtrhnout tak svou stylizaci do role nového Alexandra Velikého. Jako příklad mu mohly sloužit i úspěšné války s Parthy, jež v devadesátých letech vedl jeho otec Septimius Severus.
Konflikt, který začal v létě roku 216 a vedl ke zpustošení krajů kolem města Arbél včetně tamního arsakovského pohřebiště, se táhl s přestávkami až do roku následujícího, kdy byl Caracalla zavražděn a jeho nástupce Macrinus utrpěl od Parthů nedaleko Nisibis porážku. Následný mír dovoloval Parthům dosadit svého kandidáta na arménský trůn, jinak však hranice na Eufratu zůstala beze změn.
Mnohem vážnější problémy čekaly na Artabana v příštích letech doma. Nejenže se mu nepodařilo zcela vyřadit ze hry svého bratra Vologaisa, držícího část Babylonie, ale musel navíc čelit sílícímu tlaku stachrského krále Ardašíra, jenž postupně dobyl jednu z nejdůležitějších parthských provincií, Persis. Nepřátelství mezi Artabanem a Ardašírem pak posléze vedlo k bitvě na planině Óhrmazdakán, jež Artabana IV. stála život a vládu nad většinou Íránu přinesla jeho perskému protějšku. S jistou nadsázkou lze říci, že s Artabanovou smrtí roku 224 zanikla i parthská říše, třebaže Vologaisés VI. ještě nějakou dobu panoval na západě.